# Alibaba Mammadov
Pour les articles homonymes, voir Mammadov.
Alibaba Mammadov (en azéri : Əlibaba Balaəhməd oğlu Məmmədov), né le 5 février 1929 à Maştağa (RSS d'Azerbaïdjan, Union soviétique) et mort à Bakou (Azerbaïdjan) le 25 février 2022, est un chanteur de mugham, compositeur azerbaïdjanais et artiste du peuple de la RSS d'Azerbaïdjan (1989).

## Biographie
Alibaba Mammadov est né à Maştağa, un des villages de Bakou et d'Abcheron, dont l'environnement mugham unique a joué un grand rôle dans son éducation en tant que chanteur. Alibaba Mammadov a reçu son éducation musicale en 1953-1958 à l'École de musique d'Azerbaïdjan dans la classe du chanteur Said Chouchinski.

## Chansons et compositions
En 1945,  Alibaba Mammadov était soliste de l'Orchestre philharmonique d'État d'Azerbaïdjan, et de 1978 à 1988, de l’Union « Azkonsert ». Alibaba Mammadov faisait partie d'artistes tels que Bul-Bul, Khan Chouchinsky, Shovkat Alakbarova, Sara Gadimova, Hadji Mammadov, qui avaient participé aux Journées de la littérature et de l'art azerbaïdjanais à Moscou en 1959. En 1968, à l'initiative du maestro Niyazi, il fonde et dirige l’Ensemble instrumental folklorique « Humayun » à la Philharmonie d'État d'Azerbaïdjan et devient son directeur artistique et son premier soliste.
Les enregistrements de Rast, Bayati Shiraz, Rahab, Dachti et autres mughams interprétés par le chanteur sont conservés aux archives d’AzTV. Alibaba Mammadov a créé plus de 100 chansons, écrites sur les paroles de Mikayil Mushfig et Aliagha Vahid, Suleyman Rustam, Bakhtiyar Vahabzadeh ont été interprétées avec amour par des chanteurs célèbres de l’époque - Zeynab Khanlarova, Rubaba Muradova et d'autres artistes. Les enregistrements de ces chansons sont conservées dans les fonds d’AzTV.
Depuis 1963 Alibaba Mammadov enseignait le mugham au Collège de Musique de Bakou. Il était à plusieurs reprises membre du jury de concours de mugham. Alibaba Mammadov a formé d'éminents chanteurs azerbaïdjanais et est connu comme un maître chanteur qui a ouvert sa voie dans l'art du mugham.